# Ademar de Narbona
Adhemar de Narbona foi um conde de origem carolíngia e governante da cidade Narbona, França. Governou entre 790 e 817. Foi antecedido no governo por Milão de Narbona e seguido por Bera de Barcelona.